# 仇永炎
仇永炎（1921年—2010年），男，江苏六合人，中国气象学家，曾任北京大学教授、博士生导师。